# 15. století př. n. l.

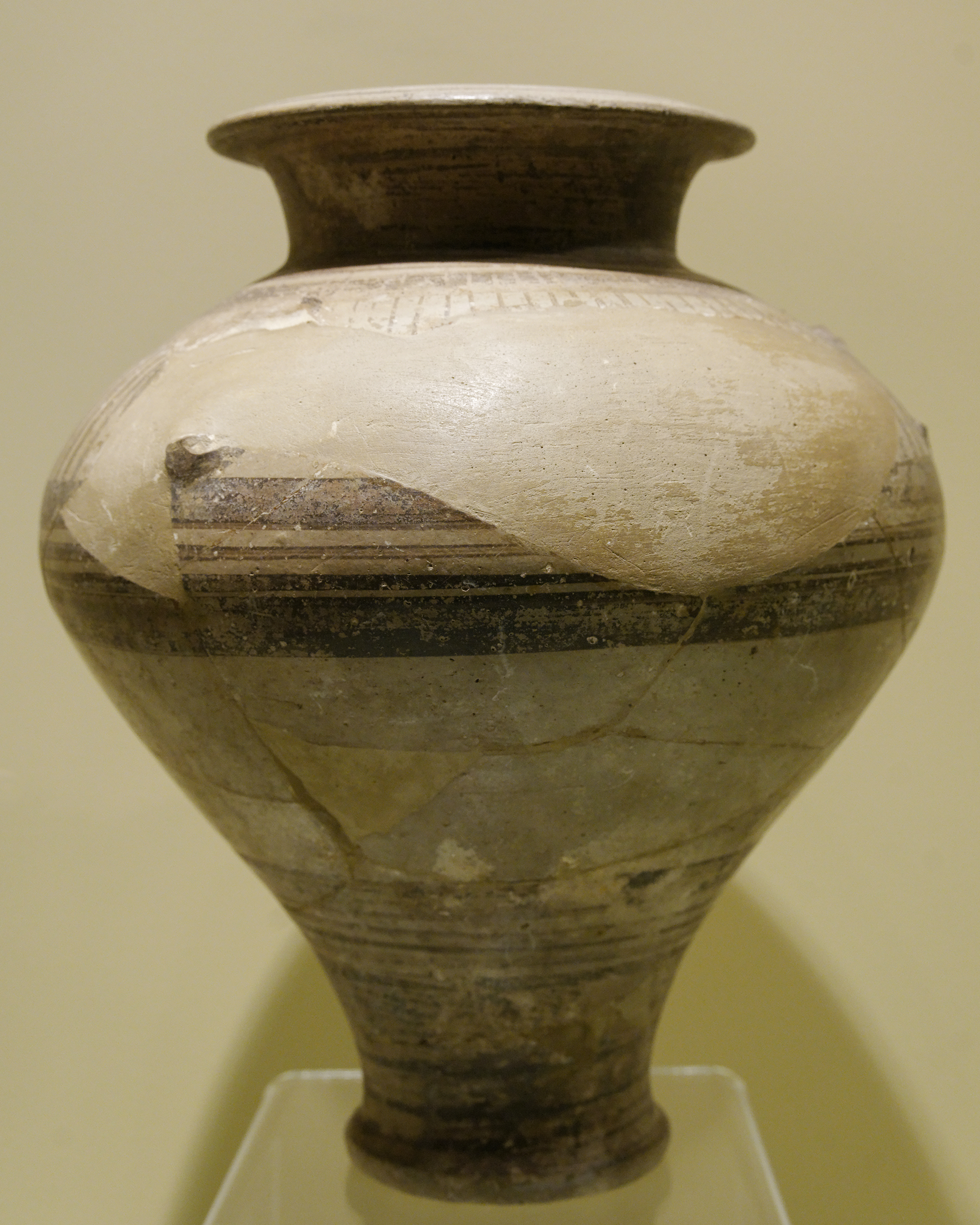
Mykénská amfora se třemi svislými držadly (tvar Furumark 7, typ 45), pozdně helladická IIIA.

## Události
- 1500 př. n. l. – Védští Árijci pronikají v několika vlnách přes průsmyky Hindúkuše z íránských a afghánských stepí do severní Indie.
- 1490–1480 př. n. l. – Mitanský král Šauštatar vede dobyvačné války a mj. dobývá Aššur (Asýrie se dostává do područí Mitanni)
- 1490 př. n. l. – Královna-vdova Hatšepsut stojí v čele státního převratu v Egyptě.
- 1480 př. n. l. Egypt – Bitva u Megida poráží syrsko-palestinskou koalici.
- 1475–1465 př. n. l. Kassité (Agum III.) získávají pod svou kontrolu celou Babylonskou říši
- 1468 př. n. l. – Egyptský král Thutmose III. svrhl svou nevlastní matku Hatšepsut z trůnu, sám se chopil moci a neprodleně zahájil válečná tažení.
- 1436 př. n. l. – Thutmose III., egyptský faraón 18. dynastie, umírá.
- Achájové ovládli Knóssos, zanikla mínojská civilizace.
- v Evropě střední doba bronzová (zhruba do roku 1200 př. n. l.) s bohatými mohylovými kulturami
- do severozápadní části indického subkontinentu přicházejí indoevropské árijské kmeny
- první indické literární památky + védy
- asi 1420 př. n. l. – Kréta byla dobyta Mykéňany – začátek Mykénského období.
- 1412 př. n. l. – Amenhotep II., faraón 18. dynastie, umírá.
- 1403 př. n. l. – Egyptský král Thutmose IV. uzavřel po jednáních mír s říší Mitanni a přijal do svého harému dceru mitannského panovníka.
- 1400 př. n. l. čilé diplomatické styky Egypta s Babylónií, Chetity a Churrity
- žije Thang, zakladatel II. čínské dynastie
- při výrobě železa redukcí železných rud se začíná používat dřevěného uhlí

## Významné osobnosti
- Thutmose III. – jeden z nejvýznamnějších faraónů Egypta (největší území starověkého Egypta v historii)
- Mojžíš – skrze něho Bůh vyvedl (Exodus) Židy (Izraelity, Hebrejce) z Egypta (mohlo se stát později)

## Hlavy států
- Babylonie: Kaštiliaš III. (†1470), Ulam-Buriaš (†1470), Agum III. (†1450), Karaindaš (okolo 1415), Kadašman-Charbe I. (okolo 1400)
- Asýrie: Enlil-násir I. (†1483), Núr-ili (†1475), Aššur-šadúni (asi 1472), Aššur-rabi I. (†1452), Aššur-nádin-achché I. (†1432), Enlil-násir II. (†1427), Aššur-nárárí II. (†1420), Aššur-bél-nišéšu (†1411), Aššur-rém-nišéšu (†1403), Aššur-nádin-achché II.